# گل‌عنکبوتی شاهانه
گل‌عنکبوتی پادشاهی (نام علمی: Grevillea victoriae) نام یک گونه از سرده گل‌عنکبوتی است.